# Amphiascus longarticulatus
Amphiascus longarticulatus är en kräftdjursart som beskrevs av Ernst Marcus. Amphiascus longarticulatus ingår i släktet Amphiascus och familjen Diosaccidae. Inga underarter finns listade i Catalogue of Life.